# Породица вилењака: деца и парализа
Породица вилењака : деца и парализа је једна од четири сликовнице објављена у едицији "Посебни пријатељи", аутора Горана Марковића. Књига је објављена у издању "Пчелица издаваштва" из Чачка 2019. године. Аутор илустрација је Алекса Јовановић.

## О књизи
Као и остале три књиге из едиције "Посебни пријатељи" које су осмишљене са циљем да помогну деци да разумеју и прихвате другове који имају одређене тешкоће у развоју. Све књиге, као и Породица вилењака : деца и парализа обрађују једну од тема из угла инклузивног образовања. Значај ових књига се огледа у развијању емпатије и толеранције према деци која су само наизглед другачија од својих вршњака.
Породица вилењака : деца и парализа је богато илустрована. У књизи упознајемо понија Стелу и њену посебну другарицу Милу, која је иста као остала деца, али јој ноге нису тако снажне и покретне као њихове.

## Ликови
- девојчица Мила
- пони Стела

## Награде
Књига Необичан дует : деца и слабовидост, као и остале три књиге из едиције "Посебни пријатељи" су награђене од Удружења ликовних уметника примењених уметности и дизајнера Србије за најбољу дечју едицију у 2019. години.